# Philadelphia Union 2023
Questa voce raccoglie le informazioni riguardanti il Philadelphia Union nelle competizioni ufficiali della stagione 2023.

## Stagione
Quella del 2023 è la tredicesima stagione in Major League Soccer del Philadelphia Union.

## Maglie e sponsor
Lo sponsor tecnico è Adidas e il main sponsor Grupo Bimbo.
| Casa | Trasferta |

## Organigramma societario

### Staff tecnico
Di seguito lo staff tecnico del Philadelphia Union aggiornato al 12 marzo 2023.
- Ernst Tanner - Direttore sportivo
- Jim Curtin - Allenatore
- Dave McKay - Allenatore in seconda
- Ryan Richter - Allenatore in seconda
- Frank Leicht - Allenatore in seconda
- Phil Wheddon - Allenatore dei portieri

## Rosa
| N. |                        | Ruolo | Calciatore                  |
| -- | ---------------------- | ----- | --------------------------- |
| 2  | Stati Uniti (bandiera) | D     | Matt Real                   |
| 3  | Inghilterra (bandiera) | D     | Jack Elliott                |
| 5  | Norvegia (bandiera)    | D     | Jakob Glesnes               |
| 6  | Stati Uniti (bandiera) | A     | Andrés Perea                |
| 7  | Danimarca (bandiera)   | A     | Mikael Uhre                 |
| 8  | Venezuela (bandiera)   | C     | José Martínez               |
| 9  | Argentina (bandiera)   | A     | Julián Carranza             |
| 10 | Ungheria (bandiera)    | C     | Dániel Gazdag               |
| 11 | Stati Uniti (bandiera) | C     | Alejandro Bedoya (capitano) |
| 12 | Stati Uniti (bandiera) | P     | Joe Bendik                  |
| 13 | Stati Uniti (bandiera) | P     | Holden Trent                |
| 14 | Stati Uniti (bandiera) | C     | Jeremy Rafanello            |
| 15 | Camerun (bandiera)     | D     | Olivier Mbaizo              |
| 16 | Stati Uniti (bandiera) | C     | Jack McGlynn                |
| 17 | Giamaica (bandiera)    | D     | Damion Lowe                 |

| N. |                        | Ruolo | Calciatore       |
| -- | ---------------------- | ----- | ---------------- |
| 18 | Giamaica (bandiera)    | P     | Andre Blake      |
| 19 | Argentina (bandiera)   | A     | Joaquín Torres   |
| 20 | Venezuela (bandiera)   | C     | Jesús Bueno      |
| 21 | Kenya (bandiera)       | C     | Richard Odada    |
| 24 | Haiti (bandiera)       | D     | Anton Sorenson   |
| 25 | Stati Uniti (bandiera) | A     | Chris Donovan    |
| 26 | Stati Uniti (bandiera) | D     | Nathan Harriel   |
| 27 | Germania (bandiera)    | D     | Kai Wagner       |
| 28 | Israele (bandiera)     | A     | Tai Baribo       |
| 29 | Sudafrica (bandiera)   | D     | Makhanya Olwethu |
| 31 | Stati Uniti (bandiera) | C     | Leon Flach       |
| 33 | Stati Uniti (bandiera) | C     | Quinn Sullivan   |
| 34 | Stati Uniti (bandiera) | D     | Brandan Craig    |
| 35 | Italia (bandiera)      | D     | Gino Portella    |

## Calciomercato

### Sessione invernale
| Acquisti | Acquisti       | Acquisti              | Acquisti   |
| R.       | Nome           | da                    | Modalità   |
| -------- | -------------- | --------------------- | ---------- |
| P        | Holden Trent   | High Point Panthers   | definitivo |
| D        | Gino Portella  | Philadelphia Union II | definitivo |
| D        | Damion Lowe    | Inter Miami           | definitivo |
| C        | Richard Odada  | Stella Rossa          | definitivo |
| A        | Joaquín Torres | CF Montréal           | definitivo |
| A        | Andrés Perea   | Orlando City          | definitivo |

| Cessioni | Cessioni        | Cessioni              | Cessioni   |
| R.       | Nome            | a                     | Modalità   |
| -------- | --------------- | --------------------- | ---------- |
| P        | Matt Freese     | New York City         | definitivo |
| D        | Matej Oravec    | Podbrezová            | definitivo |
| D        | Paxten Aaronson | Eintracht Francoforte | definitivo |
| D        | Stuart Findlay  | Oxford Utd            | definitivo |
| C        | Cole Turner     | Loudoun Utd           | definitivo |
| A        | Sergio Santos   | FC Cincinnati         | definitivo |
| A        | Cory Burke      | N.Y. Red Bulls        | definitivo |

### A stagione in corso
| Acquisti | Acquisti         | Acquisti     | Acquisti   |
| R.       | Nome             | da           | Modalità   |
| -------- | ---------------- | ------------ | ---------- |
| D        | Olwethu Makhanya | Stellenbosch | definitivo |
| A        | Tai Baribo       | Wolfsberger  | definitivo |

| Cessioni | Cessioni      | Cessioni      | Cessioni    |
| R.       | Nome          | a             | Modalità    |
| -------- | ------------- | ------------- | ----------- |
| C        | Brandan Craig | Austin FC     | in prestito |
| C        | Andrés Perea  | New York City | in prestito |
| C        | Richard Odada | Aalborg       | in prestito |